# SS향토방위군 단치히

SS향토방위군 단치히의 깃발.

SS향토방위군 단치히(독일어: SS-Heimwehr Danzig 에스에스하임베어 단치히[*])는 제2차 세계 대전 이전인 1939년 6월 20일 편성된 단치히 자유시의 나치 친위대군이다. 이 군은 폴란드 침공 당시 독일 국방군과 함께 전투를 치렀다. 이후에는 제3SS기갑사단 토텐코프로 합병되었으며 독립 부대로 존재하지 못했다.
이 부대는 1939년 7월 20일 알베르트 포르스터 단치히 자유시 상원의원이 무장 부대를 설립하기로 결정하면서 만들어졌으며, 초기에는 Danzig SS Wachsturmbann "Eimann"로 부르다 이후 SS하임베어 단치히로 부르게 되었다.

## 참고 문헌
- HIAG: Wenn alle Brüder schweigen, grosser Bildband über die Waffen-SS (ISBN 3-921242-21-5), 1973
- Mollo, Andrew: Allgemeine-SS (ISBN 0-7643-0145-4)
- Mark Yerger: A Pictorial History of the SS, 1923-1945 (ISBN 0-8128-2174-2)
- Robin Lumsden: The Allgemeine-SS, Vol. 266 (ISBN 1-85532-358-3)
- Martin Windrow: Waffen-SS, Vol. 34 (ISBN 0-85045-425-5)